# Aximopsis tephrosiae
Aximopsis tephrosiae är en stekelart som beskrevs av Girault 1917. Aximopsis tephrosiae ingår i släktet Aximopsis och familjen kragglanssteklar. Inga underarter finns listade.